# Nassigny
Nassigny é uma comuna francesa na região administrativa de Auvérnia-Ródano-Alpes, no departamento Allier. Estende-se por uma área de 17,33 km². Em 2010 a comuna tinha 188 habitantes (densidade: 10,8 hab./km²).